# Uniwerbizacja
Uniwerbizacja – zastąpienie nazwy dwuwyrazowej jednym słowem o takim samym znaczeniu. Przykładem uniwerbizacji jest podstawówka (szkoła podstawowa).